# Pagodenkauz
Der Pagodenkauz (Strix seloputo) ist eine Art aus der Familie der Eigentlichen Eulen (Strigidae). Er kommt in drei Unterarten ausschließlich in Südostasien vor. Er ist eine weit verbreitete, aber nicht häufige Art.

## Merkmale
Mit einer Körpergröße von etwa 44 bis 47 Zentimetern ist der Pagodenkauz eine verhältnismäßig große Art innerhalb seiner Gattung. Federohren fehlen. Der Gesichtsschleier ist rötlichbraun und von einem unauffälligen, diffusen dunklen Rand umgeben. Die Körperoberseite ist dunkelschokoladenbraun und weist weiße, schwarzgerandete Flecken auf. Die Kehle ist weißlich. Die Augen sind dunkelbraun. Die Körperunterseite ist weißlich mit dunklen Querstreifen.
Verwechslungsmöglichkeiten bestehen mit dem Malaienkauz, dessen Gesichtsschleier aber deutlich dunkler umrandet ist. Der Niaskauz ist deutlich kleiner und insgesamt stärker rötlich-braun gefärbt. Der Bartelskauz ist dagegen auf der Körperoberseite graubraun mit einem auffälligen ockerfarbenen Nackenband.

## Verbreitungsgebiet
Das Verbreitungsgebiet des Pagodenkauzes erstreckt sich vom Süden Burmas, Thailands, Kambodschas, dem Süden Vietnams und der Malaiischen Halbinsel bis in das Zentrum von Sumatra und von dort ausgehend disjunkt bis nach Java und den Westen der Philippinen. Er fehlt auf Borneo, Bali und Sulawesi.
Der Pagodenkauz ist eine verhältnismäßig anpassungsfähige Eulenart. Er besiedelt Plantagen, Waldlichtungen, immergrüne Sekundärwälder und Waldränder. Er hat sich auch menschlichen Siedlungsraum erschlossen und kommt beispielsweise in Parks innerhalb von Städten vor. Seine Beute sucht er überwiegend in offenem und halboffenem Gelände. Zu seinem Lebensräumen zählen auch Sumpfwälder und Mangroven. Er kommt von der Tiefebene bis in Höhenlagen von 1.000 Meter über NN vor.

## Lebensweise
Der Pagodenkauz ist dämmerungs- und nachtaktiv. Er übertagt in Baumwipfeln und sitzt dann meist in Stammnähe. Paare übertagen häufig gemeinsam. Zu seinem Nahrungsspektrum zählen vor allem Ratten und Mäuse sowie kleine Vögel und große Insekten. Er brütet in Baumhöhlen oder nutzt aufgegebene Nester anderer Vogelarten. Die Fortpflanzungszeit fällt in den Zeitraum Januar bis August.
Das Gelege besteht meist aus zwei Eiern.

## Belege

### Einzelbelege
1. ↑   König et al., S. 354
2. ↑   König et al., S. 355